# Track Track
«Track Track» es una de las canciones populares compuesta por el músico de rock argentino Fito Páez. Es la última pista del álbum de estudio titulado Ciudad de pobres corazones de 1987.

## Historia

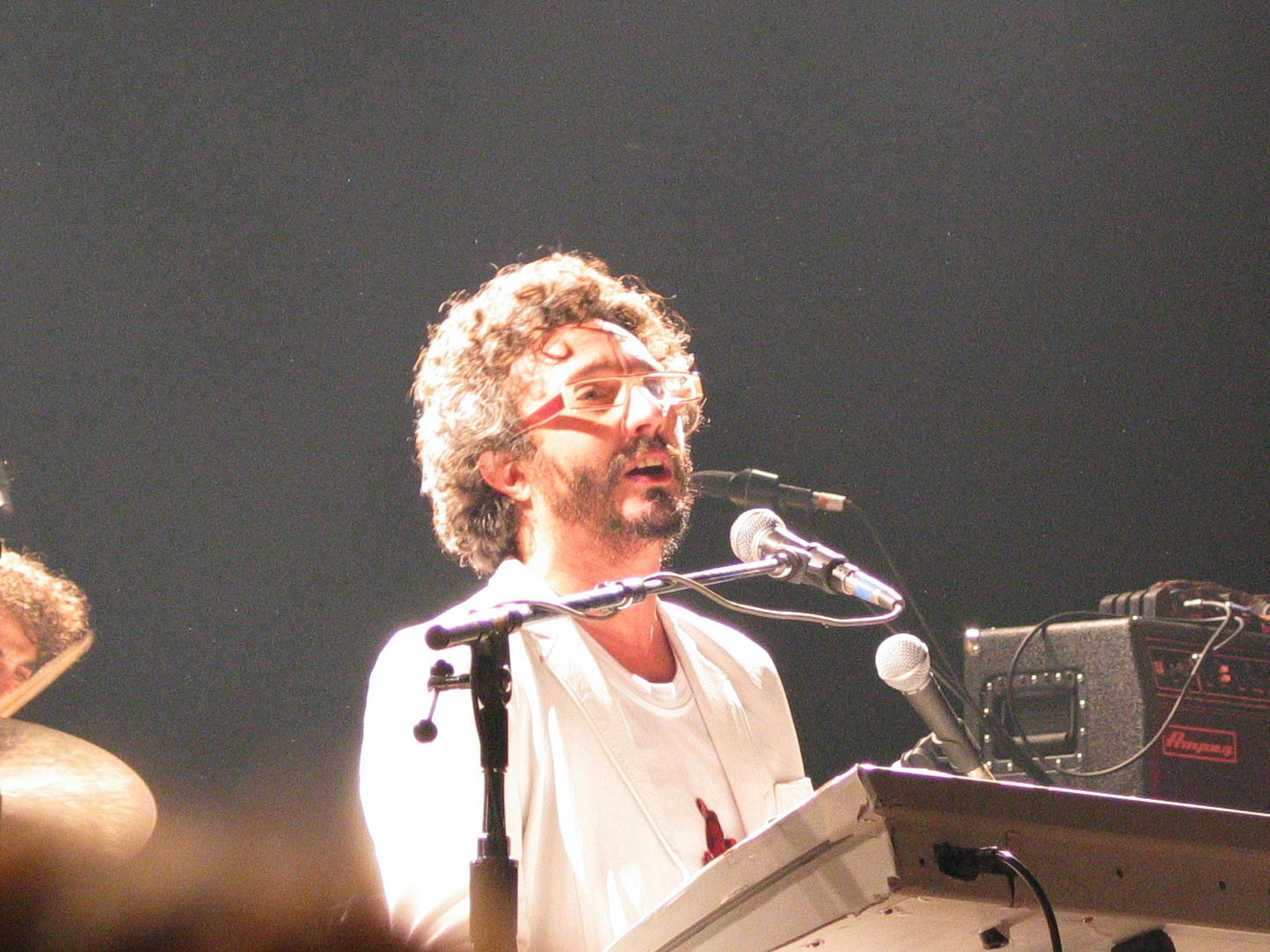
Fito Páez, autor de la canción.

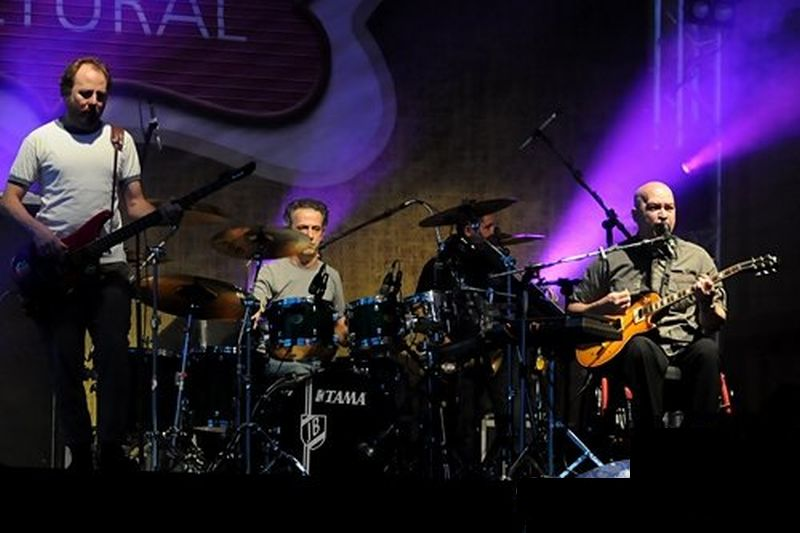
Os Paralamas do Sucesso en octubre de 2008. Interpretaron esta canción tanto en portugués como en español en su álbum Os Grãos de 1991.

Esta canción fue muy popular no solo en Argentina sino que en Brasil, la banda de rock Os Paralamas do Sucesso hicieron su versión (tanto en español como en portugués) en su  sexto álbum de estudio Os Grãos de 1991. Esta versión irrumpió en todas las radios de Brasil y fue uno de los más escuchados en ese año.
Esta versión fue más exitosa en Argentina que en Brasil. Incluye la participación de Fernanda Abreu en la voz, y Fito Páez en el piano.

## Interpretación
La letra de Track Track, es una especie de "carta", lo que denota un estado de ansiedad, inseguridad e impotencia. La versión de Páez es lenta y depresiva, reflejada por la tristeza del músico que explotó en ese disco: el álbum plasma el estado emocional debido al asesinato de su familia a manos de un conocido suyo; un músico frustrado llamado Walter De Giusti.
La versión de Os Paralamas do Sucesso es más rápida que la Páez y carece del sentido de tristeza del original, enfocándose en cambio en una sensación de liberación y alegría.

## Créditos

### Fito Paez enCiudad de pobres corazones
- Fito Páez: Teclados, guitarras y voz
- Fabiana Cantilo: Coros
- Fabián Gallardo: Guitarra y voz
- Fabián González: Teclados
- Fabián Llonch: Bajo
- Daniel Wirtz: Batería

### Os Paralamas do Sucesso enOs Grãos
- Herbert Vianna: Guitarra y voz
- Bi Ribeiro: Bajo.
- João Barone: Batería.
- Fernanda Abreu: Coros.

## Álbumes donde fue grabada la canción
La canción está presente en los siguientes discos:
- Fito Páez – Ciudad de pobres corazones (1987) / Incomparables (2000) / Lo mejor de los mejores (2001) / Colección Aniversario (2003).[12]
- Os Paralamas do Sucesso – Os Grãos (1991) / Ao Vivo Vamo Batê Lata (1995) / Arquivo II (2000) / Uns Dias Ao Vivo (2004).[13]